# Emmanuel Albert
Emmanuel Albert (Estados Unidos, 11 de mayo de 1999) es un jugador profesional estadounidense de rugby que se desempeña en la posición de ala cerrado en Houston SaberCats, equipo perteneciente a la liga Major League Rugby.

## Carrera
En 2021, Albert se unió al equipo Houston SaberCats, con el cual disputa su tercera temporada en la Major League Rugby, teniendo en su haber más de cuarenta partidos jugados.